# Ira B. Bernstein
Ira Borah Bernstein (Nueva York, 8 de noviembre de 1924) es un físico teórico estadounidense especializado en física del plasma. Fue la primera persona en formular la teoría de las ondas electrostáticas que se propagan en un plasma magnetizado en 1958, que ahora se conocen comúnmente como ondas de Bernstein en la física del plasma.
Otras contribuciones teóricas de Bernstein incluyen el desarrollo del principio de energía en el estudio de las inestabilidades del plasma, así como la formulación de la solución exacta (unidimensional) a la propagación de ondas electrostáticas en un plasma no magnetizado, también conocido como modos Bernstein-Greene-Kruskal.

## Biografía
Estudió ingeniería química en el City College de Nueva York (Bachillerato 1944) y en 1950 recibió su doctorado en la Universidad de Nueva York con su tesis titulada Cálculos mejorados sobre la teoría de la ducha en cascada. De 1950 a 1954 trabajó en los laboratorios de investigación de Westinghouse. De 1954 a 1964, fue científico en el Laboratorio de Física del Plasma de Princeton, donde participó como científico principal en el Proyecto Matterhorn cuando el proyecto involucraba una investigación secreta del gobierno de Estados Unidos sobre la fusión magnética. En 1964 se convirtió en profesor de física aplicada en la Universidad Yale, donde desde 1994 fue profesor "Carl A. Morse" de ingeniería mecánica y física aplicada. En 2004 se jubiló con el rango de profesor emérito.
Fue consultor de investigación en los laboratorios de investigación de United Technologies y RCA, el Laboratorio Nacional de Los Álamos y el Laboratorio de Investigación Naval. Fue miembro del Comité Asesor sobre Políticas de Fusión y del Comité Consultivo para Energía de Fusión del Departamento de Energía de los Estados Unidos.

### Premios y honores
Recibió el Premio James Clerk Maxwell de Física del Plasma de la Sociedad Estadounidense de Física en 1982. En 1984 fue elegido miembro de la Academia Nacional de Ciencias.